# Floresta Tuchola

A Floresta Tuchola (em polonês/polaco:  Bory Tucholskie) é um dos maiores complexos de florestas de pinheiros da Polônia. Abrange cerca de 3 mil. km² de outwash nas bacias de Brda e Wda, bem como na planície de Tucholska e na planície de Charzykowska. A mesorregião físico-geográfica Bory Tucholskie localizada na parte oriental do complexo e uma série de formas superficiais de proteção da natureza: um parque nacional, uma reserva da biosfera, uma área "Natura 2000", bem como um complexo de promoção florestal, também receberam o nome de essas florestas. Bory Tucholskie também deu nomes a unidades de vários sistemas de divisão geobotânica, por exemplo, o distrito de Bory Tucholskie no sistema de Szafer e Zarzycki ou o distrito de Bory Tucholskie no sistema de Mroczkiewicz.
O território de Bory Tucholskie é habitado por grupos étnicos - Borowiaks de Tucholskie, bem como Cassubianos, Kociewiaks e Krajniaks.